# 耶穌基督的教會 (比克頓派)
耶穌基督的教會 (比克頓派)的正式名稱是耶穌基督的教會，它的總部是在美國賓夕法尼亞州 Monongahela。其會友常被稱為比克頓派，但是他們並不偏好這個稱呼。這間耶穌基督的教會沒有和任何其他的教會宗派有交流關係。它的起源是從 Joseph Smith, Jr.（小斯密約瑟）的復原運動中開始的，被認為是復原運動在1844年的繼承危機分裂後現存第三大宗派，在北美洲、中美洲、南美洲、歐洲、亞洲和非洲有約15000名會友。
耶穌基督的教會宣稱它是小斯密約瑟在1830年4月6日創建的基督的教會靈性上的繼承教會。耶穌基督的教會宣稱 Sidney Rigdon（雷格登瑟耐）才是斯密約瑟在1844年的繼承危機中真正繼承人，因為當時雷格登瑟耐是在斯密約瑟的總會會長團中的第一副會長。而當時的十二使徒定額組會長 Brigham Young（楊百翰）也宣稱自己才是真正的繼承人，並帶領了大部分的會友西遷到今日耶穌基督後期聖徒教會主要根據地的猶他州。
此教會認為斯密約瑟是個先知和先見，但是和其他摩門教宗派不一樣的地方是，此教會不認為斯密約瑟是《摩門經》預測將會出現的那位「精選的先見」。該教會會友仍然在等待那位先知的來到，許多該教會會友也認為這為先知將會是美洲原住民的後裔。許多會友認為這位精選的先見今日活著，雖然他的身份還沒有被辨識出來。

## 歷史
在1844年斯密約瑟在被拘留的時候被暴徒們狙擊謀殺後，耶穌基督的教會逐漸開始與其他後期聖徒運動的宗派分離。雷格登瑟耐是當時教會總會會長團這個教會最高層領導組織的唯一活著的人，而楊百翰則是十二使徒定額組的會長。在1845年雷格登瑟耐在美國賓夕法尼亞州招聚了一群會友，並組織了「基督的教會」。他們拒絕了一些當時在耶穌基督後期聖徒教會（俗偁摩門教）所教導的教義，如[[多重婚姻。在1846年一位名為 William Bickerton （威廉·比克頓）的煤礦工移民歸信了這個信仰。該年年末雷格登瑟耐領著該教會遷移到賓夕法尼亞州 Cumberland 山谷靠近 Greencastle 的地方，他領導的教會那裡逐漸衰微消失。但是在遷移前，比克頓並不認同雷格登瑟耐的決定並開始與他疏遠。比克頓當時是名教會長老，並相信在神的啟示下，他的工作是要傳揚福音和為新加入這間「基督的教會」的信徒施洗。比克頓在1849年所成立的教會揚棄了許多摩門教義，包括了多妻制度、高榮婚姻、為死人施洗、相信斯密約瑟是神精選的先見、以及一些在斯密約瑟死後和繼承危幾之後才進入其他復原主義宗派的教義。
在1862年7月，在賓細法尼亞州、俄亥俄州、維吉尼亞州的幾個支派的領袖們在賓州的Green Oak開了一次大會，正式組織了他們的「耶穌基督的教會」，威廉·比克頓主持了該會議。比克頓的兩位副手 George Barnes 和 Charles Brown 都被按立為使徒。這個新成立的教派的十二員定額組是 Arthur Bickerton、Thomas Bickerton、Alexander Bickerton、James Brown、Cummings Cherry、Benjamin Meadowcroft、Joseph Astin、Joseph Knox、William Cadman、James Nichols、John Neish 和 John Dixon。在該次會議中，George Barnes 宣稱領受了「主的話語」，說：
聽主的話語：你們是我的兒子和女兒們，我已經交付你們國度的鑰匙，因此你們要忠信。
在1865年6月這個教會正式在美國賓夕法尼亞州的匹茲堡法人化，全名是「Church of Jesus Christ of Green Oak, Pennsylvania（在賓夕法尼亞州 Green Oak 的耶穌基督的教會）」。在1875年，威廉·比克頓和約35到40個家庭一起搬到堪薩斯州去建立「Zion Valley Colony（錫安山谷殖民地）」，後來此鎮成為堪薩斯州的 St. John（聖約翰）城。在1880年，William Cadman 繼承了比克頓成為教會的會長。因為要能夠在美國以外地去繼續經營，教會在1941年4月5日立案為「The Church of Jesus Christ with headquarters at Monongahela, Pennsylvania（以賓夕法尼亞州 Monongahela 為總部的耶穌基督的教會）」。

## 註腳
1. ↑  根據《摩門經》尼腓二書3章6-7節。
2. ↑  英文原文：Hear the word of the Lord; Ye are my Sons and Daughters, and I have committed unto you the Keys of the Kingdom, therefore be ye faithful.